# Meiler Bourke
Pour les articles homonymes, voir Bourke (homonymie).
Meiler ou Myler Bourke  (mort le 28 avril 1520) est le 11e seigneur de Mayo de 1514 à 1520

## Origine
Meiler de Burgh ou Bourke est le fils aîné de Theobald Bourke. il est issu d'une lignée gaélisée de la famille de Burgh

## Biographie
Myler Bourke est élu Mac William Íochtar ou Mac William Eighter c'est-à-dire Chef des Bourke du Haut/Nord ou de Mayo en 1514 après la mort de son lointain parent Edmund III Bourke (1509-1514). Sa mort est relevée en 1520 dans les Annales de Loch Cé qui précisent que 
« Mac William Burke c'est-à-dire Meiler le fils de Theobald est tué traîtreusement par les fils de Seoinin Mór »
Il est inhumé dans l'abbaye franciscaine de Galway et a comme successeur Edmund IV Bourke cousin germain de son prédécesseur.Ses meurtriers les  fils de Seoinin Mór dont il est question se nommaient Richard et Myler Bourke. Leur père Seoinin Mór Bourke était le fils de Raymond fils de Myler fils de William fils de Seaán Boy (†  1403) fils de Seaán Midheach (†  1342) fils de Seoinin Burke lui-même second fils de Guillaume le Jeune de Burgh (William Óg de Burgh) tué en 1270 lors de la Bataille d'Áth an gCeap (en) par les Uí Conchobair.Cette lignée de Bourke était dénommé Clan Seoinin et avait entre 1400 et 1655 son domaine dans la baronnie de Kilmaine dans le comté de Mayo. Au XVIIIe siècle il anglicisèrent leur patronyme en MacSeoinin ou MacJonyn et Jennings.

## Postérité
Meiler Bourke laisse deux fils:
- Seaán père de Walter Cluas le Doinin (†  1571) et de William de Shrule.
- Thomas an Mhachaire abbé de Cong et père de Edmund de Cong.

## Sources
- (en) T.W Moody, F.X. Martin, F.J. Byrne A New History of Ireland , Volume IX Maps, Genealogies, Lists. A companion to Irish History part II . Oxford University Press réédition 2011  (ISBN 9780199593064).
- (en)  Martin J. Black Journal of the Galway Archeological and Historical Society Vol VII n°1 « Notes on the Persons Named in the Obituary Book of the Franciscan Abbey at Galway » 1-28.